# Mark Rogers
Mark Rogers (Guelph, Canadá, 3 de noviembre de 1975) es un exfutbolista y entrenador de fútbol de Canadá que jugaba en la posición de Defensa. Actualmente es Gerente Deportivo del Vancouver FC de la Canadian Premier League.

## Carrera

### Club
| Periodo   | Club                            |
| --------- | ------------------------------- |
| 1994-1997 | UBC Thunderbirds                |
| 1998      | Burnaby Canadians               |
| 1998–2004 | Wycombe Wanderers FC            |
| 2004      | → Stevenage Borough FC (cedido) |
| 2004–2006 | Stevenage Borough FC            |

### Selección nacional
Jugó para Canadá en siete ocasiones de 2000 a 2003 y llegó a las semifinales de la Copa de Oro de la Concacaf 2002.

### Entrenador
| Periodo   | Club                  |
| --------- | --------------------- |
| 2010–2012 | UBC Thunderbird Women |